# Block 66
Le Block 66, aussi appelé le « block des enfants » ou Kinderblock, est un camp satellite de Buchenwald, créé dans la partie surnommée le « petit camp », séparée du reste du camp de concentration nazi par une clôture en fil de fer barbelé. Créé en 1945 pour détenir de jeunes prisonniers, il est libéré par les Alliés en avril 1945. Buchenwald étant un camp de travail, les chances de survie d'un enfant dépendaient beaucoup de son âge. Les enfants les plus âgés avaient de meilleures perspectives parce qu'ils pouvaient travailler. Souvent, les enfants mentaient sur leur âge, afin de se vieillir ; au lieu d'être envoyés et assassinés à Auschwitz ou à Bergen-Belsen, cette tactique leur permettait d'être affectés à des travaux forcés. Le risque d'être assassiné à Buchenwald était élevé pour les enfants : s'ils étaient trop faibles ou trop jeunes, ils ne pouvaient pas travailler et par conséquent les autorités du camp les considéraient comme inutiles. La création du baraquement du bloc 66 visait à protéger ces enfants des visées meurtrières du Troisième Reich.

## Histoire
Le Block 66 est créé en 1945, au cours de la dernière année de la guerre. La nécessité de ce Block est corrélée à la population de plus en plus nombreuse d'enfants à Buchenwald. En avril 1943, Buchenwald ne compte que 142 prisonniers de moins de vingt ans. À ce moment-là, les enfants sont dissimulés dans le Block 8, qui se trouve dans le camp principal. Toutefois, au fil du temps jusqu'en décembre 1944, les détenus de moins de vingt ans représentent 23 000 personnes, soit 37 % de l'effectif du camp. En particulier, la tranche d'âge de 14 à 18 ans constituait quelque 85 % de l'effectif total des enfants prisonniers. Le plus jeune prisonnier connu était un enfant polonais de 3 ans.
Au cours de la dernière année de guerre, les nazis ont procédé à l'expédition massive d'enfants juifs venus d'Europe de l'Est vers Buchenwald, conséquence des revers militaires du Troisième Reich. Les nazis sont contraints d'évacuer d'autres camps à cause de l'avancée des Alliés vers les positions allemandes.

## Création du Block 66
L'ouverture du Block pour enfants est orchestrée par Antonín Kalina, prisonnier tchèque communiste. Kalina, avec le concours d'autres prisonniers politiques, parvient à convaincre les Schutzstaffel de Buchenwald de les laisser créer un Block pour accueillir l'arrivée des adolescents en provenance de l'Est. Le Block réservé aux enfants est installé à dessein dans un angle du petit camp, ce qui assurait qu'il était aussi éloigné que possible de la surveillance des nazis.
Chaque Block était sous la responsabilité d'un Kapo, chargé de vérifier que les prisonniers se rendent à l'appel, suivent les ordres, effectuent les tâches qui leur sont affectées ainsi que les travaux quotidiens. Le Kapo du Block 66 est Kalina, dont la principale responsabilité est de sauver les 900 garçons rattachés au Block 66.

## Vie dans les baraquements

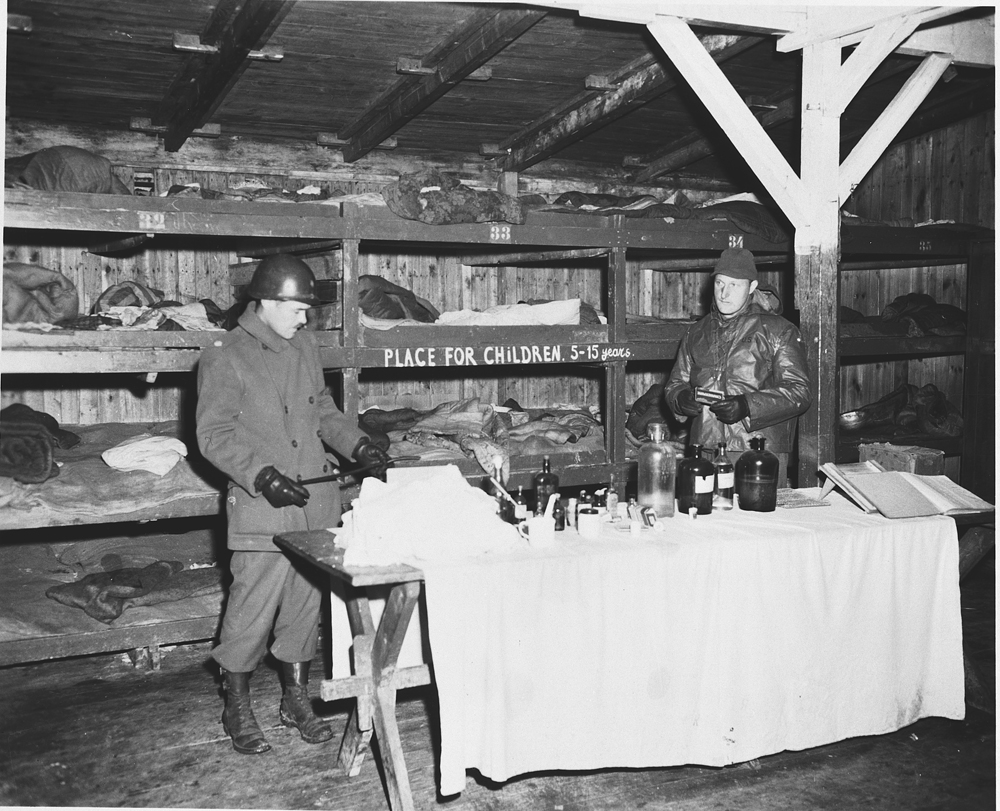
Les baraquements, avril 1945.

Même si les conditions étaient médiocres pour tout le monde à Buchenwald, elles étaient légèrement meilleures pour les enfants du Block 66. Contrairement aux adultes, la plupart des enfants étaient plus vulnérables face à la maladie, à la faim et aux traumatismes tant physiques que psychiques. Des adultes, en particulier les prisonniers communistes, ont cherché à secourir les enfants. Les autres prisonniers de Buchenwald ont déployé tous leurs efforts pour tâcher de protéger les enfants des Schutzstaffel et, à mesure que la guerre touchait visiblement à son terme, empêcher que les enfants ne soient emmenés dans les marches de la mort. Certains hommes avaient aussi l'habitude de remettre des rations supplémentaires aux garçons affamés et partageaient avec eux les colis de la Croix rouge. Sans la création du Block 66, la plupart des enfants auraient péri au camp.
Les enfants n'étaient pas envoyés au travail dans le camp, car la plupart étaient trop faibles et trop jeunes pour suivre le rythme. Pendant les journées, dès que possible, des anciens enseignaient aux enfants des chansons en yiddish et des récits, et les jeunes plus âgés s'attachaient à absorber l'attention des plus jeunes et à entretenir chez eux l'espoir de regagner le monde extérieur.
En outre, pour protéger les enfants des baraquements, Kalina leur faisait changer de vêtements afin qu'ils ne portent pas les signes distinctifs assignés aux Juifs et changeait les prénoms à consonance juive des garçons dans l'intention de les soustraire aux actes antisémites des Schutzstaffel.

## Libération

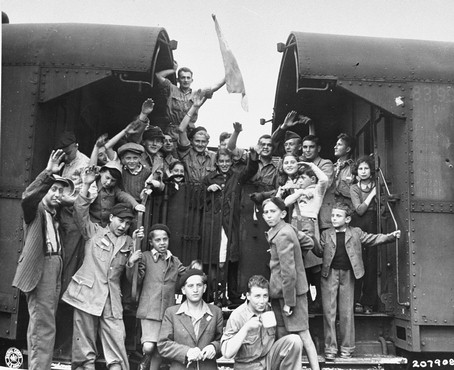
Enfants libérés de Buchenwald, se préparant à quitter le camp en train, le 5 juin 1945.

Le 11 avril 1945, vers quinze heures, le camp de concentration de Buchenwald est libéré par l'armée américaine ; ce jour-là, 21 000 prisonniers sont libérés, dont 904 enfants,. Après avoir reçu des soins médicaux, la plupart des garçons ont été envoyés vers des orphelinats car ils avaient perdu leur famille.

## Après-guerre
En 2012, Antonín Kalina reçoit le titre de « juste parmi les nations » par Yad Vashem, en raison de ses efforts et des actions menées — avec succès — pour sauver la vie de 904 jeunes,.

## Prisonniers célèbres

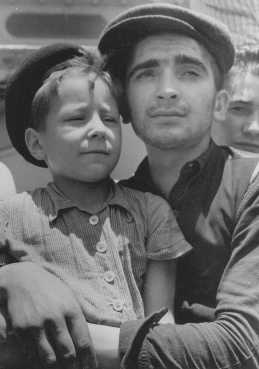
Israel Meir Lau, âgé de 8 ans, dans les bras d'un autre survivant de Buchenwald, Elazar Schiff, lors de son arrivée à Haïfa, en Palestine mandataire, le 15 juillet 1945.

.